# Primera División 1909 (Uruguay)
Het seizoen 1909 van de Primera División was het negende seizoen van de hoogste Uruguayaanse voetbalcompetitie, georganiseerd door de Liga Uruguaya de Football. De Primera División was een amateurcompetitie, pas vanaf 1932 werd het een professionele competitie.

## Teams
Er namen elf ploegen deel aan de Primera División tijdens het seizoen 1909. Negen ploegen keerden terug vanuit na seizoen; hekkensluiter Intrépido FC was gedegradeerd en Albion FC trok zich terug uit de hoogste klasse. Uit de Segunda División promoveerden Colón FC en Oriental FC. Ook Central FC werd toegelaten vanuit een lager niveau. Deze drie ploegen debuteerden allemaal op het hoogste niveau.
| Club                                 | Stad       | Stadion                | Vorig seizoen |
| ------------------------------------ | ---------- | ---------------------- | ------------- |
| Bristol FC                           | Montevideo | Onbekend               | 5e            |
| Central FC                           | Montevideo | Cancha Punta Carretas  | Onbekend      |
| Colón FC                             | Montevideo | Onbekend               | 1e (2ª)       |
| Central Uruguay Railway Cricket Club | Montevideo | Field de Villa Peñarol | 7e            |
| Dublin FC                            | Montevideo | Onbekend               | 4e            |
| French FC                            | Montevideo | Onbekend               | 9e            |
| CA Montevideo                        | Montevideo | Gran Parque Central    | 8e            |
| Montevideo Wanderers FC              | Montevideo | Camino Millán          | 2e            |
| Club Nacional de Football            | Montevideo | Gran Parque Central    | 3e            |
| Oriental FC                          | Montevideo | Onbekend               | 2e (2ª)       |
| River Plate FC                       | Montevideo | Parque Lugano          | 1e            |

## Competitie-opzet
Alle deelnemende clubs speelden tweemaal tegen elkaar (thuis en uit). De ploeg met de meeste punten werd kampioen.
Montevideo Wanderers FC (1906), C.U.R.R.C. (1907) en River Plate FC (1908) waren de voorgaande drie jaar kampioen van Uruguay geworden. De titelstrijd ging dit seizoen tussen deze drie clubs. Uiteindelijk won Montevideo Wanderers hun tweede titel; de Bohemios wonnen zeventien van de twintig wedstrijden. Alleen tegen River Plate (overwinning en nederlaag) en C.U.R.C.C. (gelijkspel en nederlaag) liet Wanderers punten liggen. C.U.R.C.C. bleef dus ongeslagen tegen de uiteindelijke landskampioen, maar won in totaal minder wedstrijden en eindigde ten slotte op de tweede plaats. Titelhouder River Plate werd derde.
Van de nieuwkomers presteerde Central FC het beste; zij eindigden op de zesde plaats. Mede-debutant Oriental FC eindigde als laatste en degradeerde. Uiteindelijk zou dit voor Oriental het enige seizoen  op het hoogste niveau blijken. Colón FC eindigde als achtste, maar speelde desondanks het volgende seizoen niet meer op het hoogste niveau. CA Montevideo werd na dit seizoen opgeheven. Hierdoor bleef C.U.R.C.C. over als enige van de vier clubs die de competitie hadden opgericht in het eerste seizoen.

### Kwalificatie voor internationale toernooien
Sinds 1900 werd de Copa de Competencia Chevallier Boutell (ook wel bekend als de Tie Cup) gespeeld tussen Uruguayaanse en Argentijnse clubs. De winnaar van de Copa Competencia kwalificeerde zich als Uruguayaanse deelnemer voor dit toernooi. Sinds 1905 werd om een tweede Rioplatensische beker gespeeld, de Copa de Honor Cousenier. De winnaar van de Copa de Honor plaatste zich namens Uruguay voor dit toernooi. De Copa Competencia en Copa de Honor waren allebei een officiële Copa de la Liga, maar maakten geen deel uit van de Primera División.

### Eindstand
|     | Club                      | Sp. | W  | G | V  | Pnt. | DV | DT | DS  |
| --- | ------------------------- | --- | -- | - | -- | ---- | -- | -- | --- |
| 01. | Montevideo Wanderers FC   | 20  | 17 | 1 | 2  | 35   | 46 | 10 | +36 |
| 2.  | C.U.R.C.C.                | 20  | 15 | 4 | 1  | 34   | 34 | 16 | +18 |
| 3.  | River Plate FC            | 20  | 15 | 2 | 3  | 32   | 44 | 18 | +26 |
| 4.  | Club Nacional de Football | 20  | 14 | 1 | 5  | 29   | 42 | 18 | +24 |
| 5.  | Dublin FC                 | 20  | 10 | 3 | 7  | 23   | 40 | 33 | +7  |
| 6.  | Central FC                | 20  | 7  | 2 | 11 | 16   | 24 | 31 | –7  |
| 7.  | Bristol FC                | 20  | 5  | 5 | 10 | 15   | 28 | 40 | –12 |
| 8.  | Colón FC                  | 20  | 5  | 3 | 12 | 13   | 27 | 37 | –10 |
| 9.  | CA Montevideo             | 20  | 3  | 5 | 12 | 11   | 22 | 39 | –17 |
| 10. | French FC                 | 20  | 3  | 2 | 15 | 8    | 18 | 55 | –37 |
| 11. | Oriental FC               | 20  | 1  | 2 | 17 | 4    | 18 | 46 | –28 |

### Legenda
| Kleur                                                | Kwalificatie voor                       |
| ---------------------------------------------------- | --------------------------------------- |
|                                                      | Tie Cup 1909 (winnaar Copa Competencia) |
| Copa de Honor Cousenier 1909 (winnaar Copa de Honor) |                                         |
|                                                      | Segunda División 1910                   |

| Winnaar Primera División 1909    |
| -------------------------------- |
| Montevideo Wanderers FC 2e titel |

#### Topscorer
Alberto Cantury van Nacional maakte elf doelpunten en werd hierdoor voor de tweede maal op rij topscorer.
| №  | Speler          | Club(s)                   | Goals |
| -- | --------------- | ------------------------- | ----- |
| 1. | Alberto Cantury | Club Nacional de Football | 11    |

1900 · 1901 · 1902 · 1903 · 1904 · 1905 · 1906 · 1907 · 1908 · 1909 · 1910 · 1911 · 1912 · 1913 · 1914 · 1915 · 1916 · 1917 · 1918 · 1919 · 1920 · 1921 · 1922 · 1923 · 1924 · 1925 · 1926 · 1927 · 1928 · 1929 · 1930 · 1931 · 1932 · 1933 · 1934 · 1935 · 1936 · 1937 · 1938 · 1939 · 1940 · 1941 · 1942 · 1943 · 1944 · 1945 · 1946 · 1947 · 1948 · 1949 · 1950 · 1951 · 1952 · 1953 · 1954 · 1955 · 1956 · 1957 · 1958 · 1959 · 1960 · 1961 · 1962 · 1963 · 1964 · 1965 · 1966 · 1967 · 1968 · 1969 · 1970 · 1971 · 1972 · 1973 · 1974 · 1975 · 1976 · 1977 · 1978 · 1979 · 1980 · 1981 · 1982 · 1983 · 1984 · 1985 · 1986 · 1987 · 1988 · 1989 · 1990 · 1991 · 1992 · 1993 · 1994 · 1995 · 1996 · 1997 · 1998 · 1999 · 2000 · 2001 · 2002 · 2003 ·  2004 · 2005 · 2005/06 · 2006/07 · 2007/08 · 2008/09 · 2009/10 · 2010/11 ·  2011/12 · 2012/13 · 2013/14 · 2014/15 · 2015/16 · 2016 · 2017 · 2018 · 2019 · 2020 · 2021 · 2022 · 2023